# Řehoř Zajíc z Valdeka
Řehoř Zajíc z Valdeka (asi 1235 – 6. září 1301, pravděpodobně Praha) byl pražský biskup.

## Život
Pocházel z českého panského rodu Zajíců z Házmburka. Přibližně od roku 1270 působil jako kanovník scholastik v kapitule při katedrále sv. Víta, jež v této době byla v období svého rozkvětu, a roku 1277 se stal jejím děkanem. V této funkci vedl roku 1278 vyjednávání o papežském potvrzení a posvěcení Tobiáše z Bechyně, který jej pak 8. března 1282 vysvětil na kněze. Na návrh probošta Jana ze Sadské zvolila kapitula roku 1296 Řehoře Zajíce biskupem po zesnulém Tobiášovi z Bechyně.
Z období biskupského úřadu Řehoře Zajíce se dochovala řada listin. Zúčastnil se mj. korunovace českého krále Václava II. a byl následně přítomen položení základního kamene klášterního kostela na Zbraslavi. Řehoř Zajíc z Valdeka byl pohřben v katedrále sv. Víta.

## Hrob
Byl pohřben do biskupské krypty v katedrále sv. Víta za oltářem sv. Víta, fragment ostatků a oděvu byl nalezen při průzkumu roku 1928 a uložen ve sbírkách Pražského hradu.